# Dagon (roman)
Pour les articles homonymes, voir Dagon.
Dagon est un roman d'horreur de genre Southern Gothic, écrit par le poète américain Fred Chappell.
Le roman a été publié aux États-Unis en 1968 puis traduit en français en 1970 sous le titre Le dieu-poisson (avant d'être réédité sous le titre Dagon : le dieu-poisson).

## Personnages
- Peter Leland, jeune érudit et pasteur protestant du courant méthodiste[1].
- Sheila Leland, son épouse.
- Ed Morgan, un trappeur.
- Ina Morgan, son épouse.
- Mina Morgan, leur fille adolescente.
- Coke Rymer, un adolescent.

## Accueil critique
Le roman a été « désigné par l'Académie française comme meilleur livre étranger de l'année en 1972 ».
Le critique américain R. H. W. Dillard (en), lui-même écrivain et poète, évoque « une parabole sur la souffrance et l'avilissement humain, richement et soigneusement écrite, qui utilise le mythe de Cthulhu de H. P. Lovecraft afin d'affirmer la valeur de la conscience humaine, fût-elle confrontée aux vastes mystères de l'univers et de l'être. »

## Éditions en français
- Fred Chappell (trad. Maurice-Edgar Coindreau, préf. Maurice-Edgar Coindreau), Le dieu-poisson [« Dagon »], Paris, Christian Bourgois, coll. « Dans l'épouvante », 1970, 287 p.
- Fred Chappell (trad. de l'anglais par Maurice-Edgar Coindreau, préf. Maurice-Edgar Coindreau), Dagon : le Dieu-Poisson, Verviers, Marabout, coll. « Bibliothèque Marabout » (no 706), 1980, 281 p. (ISBN 2-267-01216-2, présentation en ligne sur le site NooSFere).
- Fred Chappell (trad. de l'anglais par Maurice-Edgar Coindreau, préf. Maurice-Edgar Coindreau), Dagon : le dieu-poisson, Paris, Christian Bourgois, coll. « Fictives », 1994, 281 p. (ISBN 2-267-01216-2, présentation en ligne sur le site NooSFere).